# Canfor
Canfor Corporation (TSX : CFP) est une société canadienne de produits forestiers dont les activités sont verticalement intégrées. Son siège social est situé à Vancouver, Colombie-Britannique.

## Activités
Canfor fabrique du bois d'œuvre, de la pâte à papier kraft, du papier kraft, du contreplaqué et des produits dérivés du bois. La plupart des activités de la société se font en Colombie-Britannique et en Alberta. Elle détient des droits de coupe au Québec et dans le Sud des États-Unis.

## Histoire
Canfor  a été fondée vers la fin des années 1930 par John G. Prentice et L.L.G. Bentley, leur famille ayant quitté leur Autriche natale avant le déclenchement de la Seconde Guerre mondiale. Le contrôle de la société a été transmis à Marrietta Hurst (fille de John) ainsi qu'à ses petits-enfants Sherry Longstaff et Ted Longstaff.

## Principaux actionnaires
Au 17 février 2020:
| James Allen Pattison               | 50,9% |
| Third Avenue Management            | 6,86% |
| Fidelity Management & Research     | 5,00% |
| Invesco Canada                     | 2,80% |
| Mackenzie Financial                | 2,39% |
| Pictet Asset Management            | 2,04% |
| Barbara Ruth Hislop                | 1,98% |
| Fidelity (Canada) Asset Management | 1,97% |
| BlackRock Investment Management    | 1,91% |
| RBC Global Asset Management        | 1,90% |